# 鍛治哲郎
鍛治 哲郎（かじ てつろう、1950年2月7日 - ）は、日本のドイツ文学者、東京大学総合文化研究科名誉教授。鎌倉女子大学教育学部教授。

## 人物
大阪府生まれ。東京都立戸山高等学校卒、1972年東大教養学科ドイツ分科卒業、1975年同大学院人文科学研究科独文科修士課程修了、1977－1978年西ドイツ・ボン大学、1979年までテュービンゲン大学留学。
1980年神戸大学教養部専任講師、 1983年東大教養学部助教授、1996年教授、2014年退職、鎌倉女子大学教育学部教授。

## 著書
- 『ツェラーン、言葉の身ぶりと記憶』鳥影社 1997

### 共編著
- 『経験と言葉 その根源性と倫理性を求めて』森哲郎、福井一光共編 大明堂 宝積比較宗教・文化叢書 1995
- 『ドイツ語入門 2006』識名章喜共著　放送大学教育振興会 2006

## 翻訳
- グリム兄弟『ドイツ伝説集』桜沢正勝共訳 人文書院 1987